# 龙岗乡 (石城县)
龙岗乡，是中华人民共和国江西省赣州市石城县下辖的一个乡镇级行政单位。

## 行政区划
龙岗乡下辖以下地区：
龙岗社区、龙岗村、新南村、下迳村、绿水村、新龙村和水庙村。